# Slander
Slander (estilizado como SLANDER) é uma dupla de DJs estadunidenses composta por Derek Andersen e Scott Land, com sede em Los Angeles. Eles são mais conhecidos por seu som único do subgênero musical heaven trap.

## Formação
Andersen e Land se conheceram na Universidade da Califórnia, em Irvine. Mais tarde, eles se formaram na Icon Collective, uma escola de produção musical junto com Nghtmre, Andersen comentou sobre o encontro com Nghtmre dizendo: "Meu relacionamento com Tyler (Nghtmre) surgiu do nada quando fomos colocados na mesma sala de aula do Icon Collective juntos". Eles inicialmente fizeram apresentações para seus amigos de faculdade e em locais da região. O nome Slander foi combinado dos nomes reais da dupla: "S (cott) Land" e "Ander (sen)". A dupla já se apresentou na EDC (Las Vegas, Orlando e México), Nocturnal Wonderland, Electric Zoo, Sun City Music Festival e Ultra Music Festival.

## Discografia

### Extended plays(EPs)
| Título                               | Detalhes                                                                                 |
| ------------------------------------ | ---------------------------------------------------------------------------------------- |
| Nuclear Bonds (com Nghtmre)          | - Lançamento: 13 de outubro de 2015 - Gravadora: Mad Decent - Formato: Download digital  |
| Duality                              | - Lançamento: 18 de novembro de 2016 - Gravadora: Mad Decent - Formato: download digital |
| Dilapidation Celebration (com Kayzo) | - Lançamento: 27 de outubro de 2017 - Gravadora: Monstercat - Formato: download digital  |
| The Headbangers Ball                 | - Lançamento: 30 de novembro de 2018 - Gravadora: Monstercat - Formato: download digital |

### Principaissingles
| - "Ascensions" com Nghmre (2014) - "Vanguard" (2014) - "Gud Vibrations" (2015) - "Love Again" (com participação de Wavz) (2015) - "You" (com Nghtmre) (2015) - "Power" (com Nghtmre) (2015) - "Warning" (com Nghtmre) (2015) - "Breathe" (com Adam K e participação de Matthew Steeper e Haliene) - "Drop It" (com Basstrick) (2017) - "Superhuman" (com participação de Eric Leva) (2017) | - "Happy Now" (2018) - "Move Back" (com Wavedash) (2018) - "Slow Motion" (com Bret James) (2018) - "So Long" (com participação de Juliana Chahayed) (2018) - "Kneel Before Me" (com Crankdat e participação de Asking Alexandria) (2018) - "You Don't Even Know Me" (com Riot) (2018) - "First Time" (com Seven Lions and Dabin featuring Dylan Matthew) (2018) - "Running To You" (com Spag Heddy e partcipação de Elle Vee) (2018) - "Hate Being Alone" (com partcipação de Dylan Matthew) (2018) - "All You Need To Know" (com Gryffin e participação de Calle Lehmann) |

### Remixes
2014
- Jack Ü – "Take Ü There" (Slander Remix)[2][3]
- Dimitri Vegas & Like Mike and W&W – "Waves" (Slander Remix)[4][5]
- Arty – "Up All Night" (Slander Remix)[6]
- Bastille – "Pompeii" (Slander Remix)[7][8][9]
- Gorgon City – "Here For You" (Slander Remix)[10]
- Sam F featuring The Lonely Island and Lil Jon – "When Will the Bass Drop" (Slander Remix)[11]
- T.I. – "What You Know" (Slander Remix)[12]
- Seven Lions featuring Ellie Goulding – "Don't Leave" (Slander Remix)[13][14]

2015
- Adele – "Hello" (Slander Remix)[15]
- GTA – "Red Lips" (Slander and Nghtmre Remix)[16]
- Alison Wonderland – "U Don’t Know" (Slander Remix)[17][18][19]

2016
- Jack Ü – "Mind" (Slander Remix)[20]
- Kill The Noise – "Kill It 4 The Kids" (Slander Remix)[21]
- DJ Snake featuring Justin Bieber – "Let Me Love You" (Slander & B-Sides Remix)[22]

2017
- Halsey – "Now or Never" (Slander Remix)[23][24]

2018
- Above & Beyond – "Always" (Slander Remix)[25]
- Kill The Noise - "Jump Ya Body" (Slander and Tucker Kreway Remix)[26]